# بريشيراسيو
بريشيراسيو هي كومونا في مدينة تورينو في المنطقة الإيطالية بيدمونت، وتقع على بعد حوالي 40 كيلومتر (25 ميل) جنوب غرب تورينو.

## نبذة
تقع بريشيراسيو على حدود المناطق التالية: أنجروجنا وسان سيكوندو دي بينيرولو وبراروستينو واوساسكو وغارزيغليانا ولوسيرنا سان جيوفاني وكافور وكامبيجليون - فينيل وبيبيانا. يعتمد الاقتصاد على إنتاج النبيذ والفاكهة (التفاح والكيوي والفطر).

## المدن المشابهة
- بيل فيل، الأرجنتين، منذ 1998
- ثورجيس، فرنسا، منذ 2003

## روابط خارجية
- الموقع الرسمي